# FAM (Jollenkreuzer)
Die FAM ist ein unsinkbarer Jollenkreuzer von ca. 5,40 m Länge – manchmal werden auch 5,38 m angegeben – und für Binnengewässer und küstennahe Reviere ausgelegt. Sie ist gut segelbar von 1 bis 6 Bft. Trotz des Ballastschwertes mit 88 kg Gewicht ist die FAM nicht selbstaufrichtend. Sie bietet Platz für maximal 5 Personen, ideal besetzt ist sie mit einer Zweimann-Crew. Als Motorisierung sind Außenborder mit ca. 5 PS möglich, die standardmäßige Befestigung erfolgt an der Steuerbordseite des Heckspiegels. Der Bootstyp ist mit über 2500 verkauften Booten weit verbreitet.

## Geschichte
Die FAM wurde von den erfolgreichen Regattaseglern Uwe Mares und Hubert Raudaschl als Backdecker konstruiert und wird seit Anfang 1969 mit nur kleinen Änderungen gebaut. Die selbstlenzende Plicht ist relativ lang. In den ersten Baujahren war die Kajüte durch eine sehr große GFK-Klappe verschließbar, später wurde die Klappe durch ein geteiltes Holzsteckschott ersetzt. Die zwei eingelassenen ovalen Fenster je Seite wurden durch je eines und später durch je ein trapezförmiges aufgesetztes ersetzt und die Innenschale des Bootes vergrößert, um mehr Auftrieb im Falle der Flutung des Rumpfs zu erreichen. Anfangs hatte die FAM keine Innenschale. Unter der Bezeichnung „Fam LS“ wurde nach einigen Jahren eine verbesserte Version mit Backskiste angeboten.
Das Boot war zunächst in verschiedenen Farben erhältlich, wird heute aber nur noch in weiß angeboten.
Gebaut wurde die Fam bis 1980 von Klepper in Rosenheim, danach – nur noch mit Backskiste – von Gruben Bootsbau in Markdorf am Bodensee. Die Gruben Werft gibt 2020 altersbedingt den Betrieb auf und verkauft unter Vermittlung der FAMAS-Klassenvereinigung die Negativform des Bootes an die Hein-Werft in  Kölln-Reisiek bei Elmshorn.
Seit 1970 gibt es eine Klassenvereinigung, die FAMAS Deutschland e. V.
Die FAM wurde am 28. Juni 1979 vom Deutschen Segler-Verband als nationale Klasse anerkannt.

## Rumpf

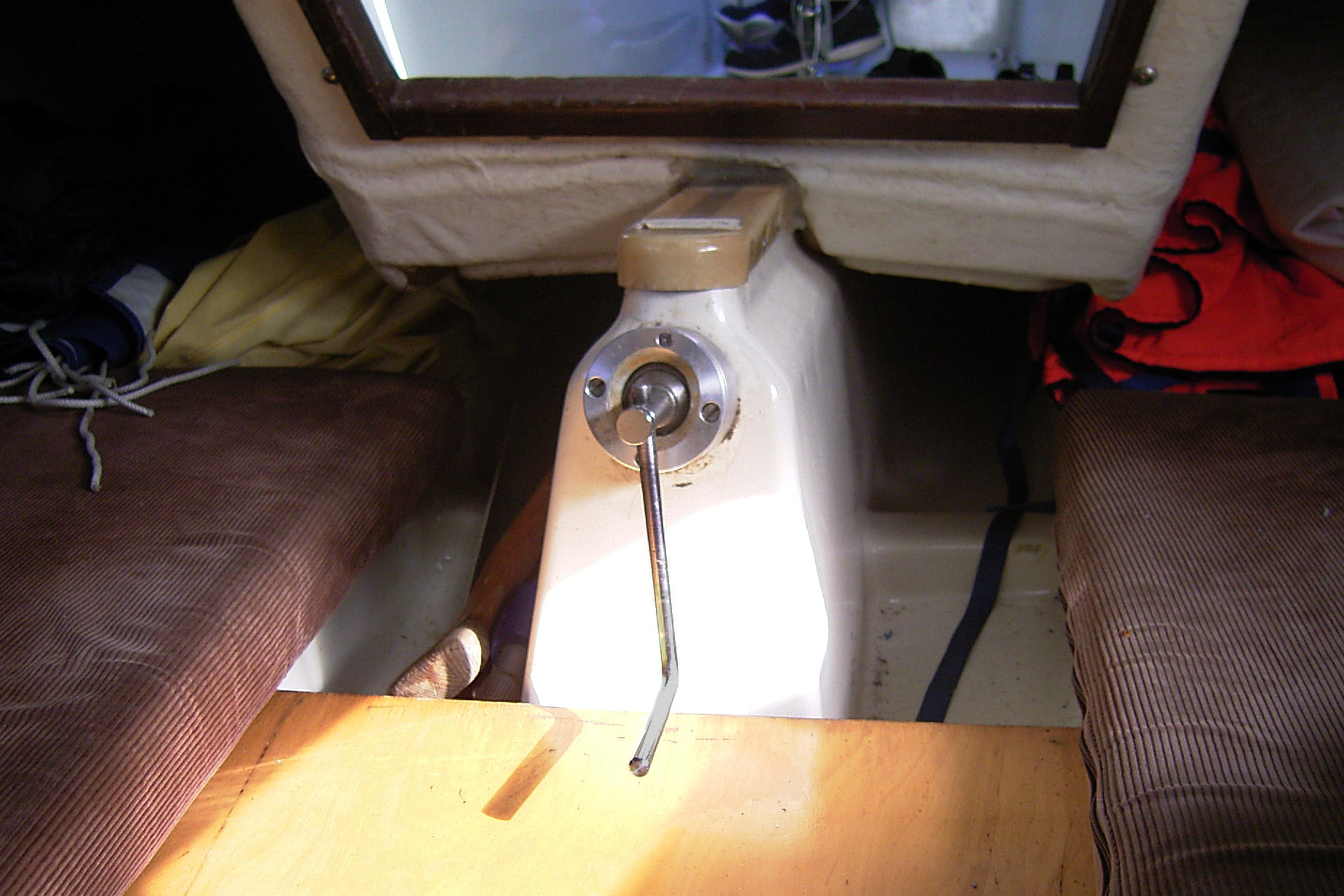
Die Schwertkurbel einer FAM. Zu erkennen sind auch die Abdeckkappe des Schwertkastens, die Führung des Steckschotts und die zur Liegeflächenverbreiterung eingelegte Holzplatte (ohne Polster).

Der Rumpf besteht aus GFK. Im Bugbereich befindet sich eine sehr niedrige Kajüte mit Schlaf- bzw. Sitzplätzen. Die Fam besitzt ein fest eingebautes Klappschwert, das bei Exemplaren der ersten Bauperiode mit einer Talje bedient werden kann. Nach kurzer Bauzeit wurde die Schwertbetätigung auf einen Kurbelmechanismus mit langer Gewindespindel umgestellt; dabei sind ca. 80 Kurbelumdrehungen für das vollständige Aufholen/Absenken erforderlich. Trotz des 88 kg schweren Ballastschwertes kann die Fam kentern; ein Aufrichten ist dann nur noch für sehr geübte Segler möglich.
Die Gruben-Werft nennt andere Werte des Tiefgangs als in der Infobox, nämlich 23 cm bei aufgeholtem und 140 cm bei abgesenktem Schwert.

## Rigg, Segel
Das Rigg besteht aus Aluminium und wurde – im Verlaufe der langen Bauzeit – von verschiedenen Herstellern zugeliefert. Der Mast wird durch Stahlwanten und Vorstag stabilisiert. Zunächst wurden Salinge verwendet, welche 1976/77 abgeschafft und 1979 wieder eingeführt worden sind; je nach Baujahr kann die Ausführung mit Salingen ein oder zwei Wantenpaare haben. Das Großsegel hat eine Fläche von 10,7 m², die normale Fock 4,5 m². Bei einigen Baujahren gestattet der Lümmelbeschlag das Reffen mittels Drehreff.
Beschläge und Trimmmöglichkeiten sind recht einfach gehalten, das Boot hat keinen Traveller.